# Manuel José de Oliveira
Manuel José de Oliveira, popularmente conhecido como Pendica, (São Francisco do Sul, 1827 — Desterro, 22 de maio de 1891) foi um advogado provisionado, militar e político brasileiro.
Filho de José Luciano de Oliveira e de Florisbela Rosa de Oliveira.
Foi reformado como tenente do 8º Batalhão de Infantaria da Vila de São Francisco, em 24 de dezembro de 1852.
Chefe do Partido Conservador em Desterro, foi deputado à Assembleia Legislativa Provincial de Santa Catarina na 8ª legislatura (1850 — 1851), na 10ª legislatura (1854 — 1855), como suplente convocado, na 13ª legislatura (1860 — 1861), na 14ª legislatura (1862 — 1863), na 15ª legislatura (1864 — 1865), como suplente convocado, na 16ª legislatura (1866 — 1867), na 18ª legislatura (1870 — 1871), na 19ª legislatura (1872 — 1873), na 21ª legislatura (1876 — 1877), na 22ª legislatura (1878 — 1879), na 25ª legislatura (1884 — 1885), na 26ª legislatura (1886 — 1887).